# 姚家寺 (八大处)
姚家寺，位于北京市石景山区八大处公园，是一座汉传佛教寺院。姚家寺塔是石景山区普查登记文物。

## 简介
姚家寺，又名圣水寺，为元朝皇帝家庙大天源延圣寺（明朝改称清凉寺）的附属寺院。姚家寺塔位于八大处证果寺以东，为明代建筑，密檐八棱七级，高度约10米。
2013年，姚家寺塔修缮工程完工并通过验收。此次加固了一至三层开裂的塔身。预计未来几年，姚家寺有望复建。2014年初，有报道称姚家寺修复工程将在2014年上半年开工。